# Путілов Андрій Станіславович
Андрій Станіславович Путілов (нар. 7 липня 1971, Херсон, УРСР) — український політик, народний депутат VII скл. від партії УДАР. Генеральний директор ТОВ "Механічний завод"

## Життєпис
Андрій Путілов народився в Україні, в Херсоні, 7 липня, 1971 року. Одружений з Тетяною Путіловою, мають трьох дітей.

### Освіта
У 1988 р. закінчив Херсонську школу ім. Лавреньова 20.[1]
У 1999 р. закінчив Херсонський індустріальний інститут, спеціальність — економіка підприємства, економіст.
У 2014 р. закінчив Національну академію державного управління при Президентові України, здобувши кваліфікацію магістра управління суспільним розвитком.

### Трудова діяльність

#### Хронологія
Липень 1995 - грудень 1998 - директор КПКП «Югенергокомплект».
Січень 1999 - січень 2003 - директор ТзОВ «Юженергокомплект».
Січень 2003 - грудень 2005 - директор ТзОВ «Южспецсплав».
Січень 1999 - листопад 2012 - голова Ради засновників ТзОВ «Механічний завод».
Грудень 2012 - грудень 2014 - народний депутат України VII скликання від партії «УДАР». Голова підкомітету з питань державного боргу та фінансування державного бюджету Комітету Верховної Ради з питань бюджету.
Грудень 2014 - грудень 2015 - Голова Херсонської обласної державної адміністрації.
Січень 2016 - голова Ради засновників ТзОВ "Механічний завод".

## Політична діяльність

#### Хронологія
З 2006 — депутат Херсонської міської ради V скликання. Член фракції "Народний союз «Наша Україна», секретар постійної комісії з питань соціально-економічного розвитку, розвитку підприємництва, планування, обліку, бюджету, фінансів і цін.
У листопаді 2007 створив і очолив Херсонську обласну громадську організацію "Громадський рух «Відродження Херсона».
2010–2012 — депутат Херсонської міської ради VI скликання. Член депутатської фракції «Третя сила». Член постійної комісії з питань планування, фінансів, бюджету та соціально-економічного розвитку.
З 12 грудня 2012 — народний депутат України VII скликання від партії «УДАР», обраний в одномандатному окрузі № 183, отримавши 39.49 % голосів виборців. Голова підкомітету з питань державного боргу та фінансування державного бюджету Комітету Верховної Ради з питань бюджету. На той час Андрій Путілов був єдиним депутатом за мажоритарною системою обрання на території всієї південно-східної частини України, який отримав мандат довіри, перемігши Партію Регіонів, провладну партію (яка мала проросійську ідеологію) на той час.
З 9 грудня 2014 року по 19 грудня 2015 року працював на посаді Голови Херсонської обласної державної адміністрації. З 4 грудня 2015 року очолював Херсонську обласну раду. Балотувався на проміжних виборах народних депутатів України 17 липня 2016 року, проте отримав лише друге місце. 9 вересня 2016 року Херсонська обласна рада звільнила його з посади Голови ради, задовольнивши його заяву.[2]
9 квітня 2022 року Путілова було викрадено російськими військовими після окупації Херсона під час повномасштабного вторгнення до України[3]. Його тримали в полоні понад 70 діб.

## Нагороди
- 2003 — «Заслужений працівник промисловості України»[1]

## Поле діяльності
В 2000 році заснував ТзОВ "Механічний завод". Галузь: металургія, машинобудування. Продукція заводу (сплави кольорових металів) має сертифікат Лондонської біржі металів, сертифікати якості ISO 3522:2007, та ISO 9001:2015, сертифіковано підприємствами автопрому Євросоюзу та Японії. Підприємство співпрацює зі світовими лідерами автомобільної промисловості в Японії такими як Toyota, Mitsubishi, DAIKI, а також в країнах Європи.

## Поле честі
В 2014-2015 роках Народний депутат від партії "УДАР" Андрій Путілов був координатором "Євромайдану" (намір і дії для мирних національно-патріотичних протестів громадян України на підтримку європейського вектору розвитку Держави) від Херсонської області.
В 2015 році під час роботи в ХОДА Андрій Путілов ініціював створення територіальної оборони Херсонської області, заснував Раду оборони.
9 квітня 2022 року Путілова було викрадено російськими військовими після окупації Херсона під час повномасштабного вторгнення до України. Після більш ніж 70 діб полону Андрія Путілова звільнили шляхом обміну. На даний час він проходить реабілітацію в госпіталі в Києві.
Андрій Путілов потрапив до списку, так званих, "12 винуватців", проти яких окупаційна влада Криму просить відкрити кримінальні справи. Список на чолі з п'ятим Президентом України Петром Порошенком і першим Президентом України Леонідом Кравчуком було направлено до РФ І ФСБ у квітні 2021 року.

## Діяльність, як голови ОДА
Під час головування Андрієм Путіловим Херсонською обласною державною адміністрацією був повністю реконструйований та введений в повномасштабну експлуатацію Херсонський аеропорт, який до цього часу залишався занедбаним. Це дало можливість залучити до співпраці такі міжнародні компанії як Turkish Airlines, Ryanair, Міжнародні авіалінії України. Аеропорт Херсон набув міжнародного та стратегічного світового значення.
В грудні 2014 року на Херсонщині створений національний природний парк «Нижньодніпровський». Мета - збереження, відтворення природних комплексів та об'єктів дельти річки Дніпро як одного з найцінніших природних заплавно-літоральних комплексів у Європі.
За ініціативи А. Путілова в області створено єдину оперативно-диспетчерську службу центру екстреної медичної допомоги та медицини катастроф. Подібні проекти до того діяли лише у 3 областях України. Херсонщина стала четвертою.

## Меценатство
Оздоровленню дітей, створенню та поліпшенню спортивної інфраструктури для молоді Андрій Путілов приділяє  особливу увагу. Протягом декількох років діяла школа плавання для дітей, заснована Путіловим.  Також він започаткував футбольні змагання для дітей та підлітків за кубок Андрія Путілова. За його фінансування та підтримки побудовані сучасні стадіон та футбольні поля.

## Довідка
- Верховної Ради України [Архівовано 14 серпня 2018 у Wayback Machine.]
- Досьє на Rbc.ua [Архівовано 25 лютого 2022 у Wayback Machine.]